# Томашевич, Йозо
Йосип (Йозо) Томашевич (сербохорв. Josip Tomašević, англ. Jozo Tomasevich; 16 марта 1908 — 15 октября 1994, Пало-Алто, Калифорния) — американский историк и экономист хорватского происхождения. Автор множества исторических трудов по истории славян и Югославии в особенности.

## Биография
Родился в 1908 году в Кошарнидо близ Оребича в Далмации, тогда входившей в состав Австро-Венгрии. Школьное образование получил в Сараево, после окончания школы учился в Базельском университете (Швейцария), где получил докторскую степень в экономике. В середине 1930-х годах работал финансовым экспертом в Югославском Национальном Банке (Белград). Перед Второй мировой войной переехал в 1938 году в Калифорнию, где был членом научного персонала Стэнфордского университета. Комбинируя работу учителя и исследовательскую деятельность, преподавал в Государственном колледже Сан-Франциско (в настоящее время Государственный университет Сан-Франциско) с 1948 года до выхода на пенсию в 1973 году. В 1954 году преподавал год в Колумбийском государственном университете.
Был женат на Неде Брелич (работала учителем старших классов), с которой прожил в семье 57 лет. Супружеская пара имела троих детей.

## Основные работы
- Tomasevich J. War and Revolution in Yugoslavia, 1941—1945: Occupation and Collaboration.
- Tomasevich J. Contemporary Yugoslavia: Twenty Years of Socialist Experiment
- Tomasevich J. International Agreements on Conservation of Marine Resources: With Special Reference to the North Pacific. Stanford: Food Research Institute (printed by Stanford University Press).
- Tomasevich J. (1955). Peasants, Politics, and Economic Change in Yugoslavia. Stanford: Stanford University Press.